# Les Fusillés lillois
Les Fusillés lillois est un monument sculpté situé à Lille, square Daubenton. Il commémore l'exécution par les Allemands de cinq résistants de la Première Guerre mondiale.

## Description
Le monument représente les membres du comité Jacquet, fusillés le 22 septembre 1915 (de gauche à droite sur le monument) :
- Georges Maertens, commerçant
- Ernest Deceuninck, lieutenant
- Sylvère Verhulst, ouvrier
- Eugène Jacquet, marchand de vins et secrétaire départemental de la Ligue des Droits de l’Homme[1]

S'y ajoute le jeune étudiant Léon Trulin, fusillé le 8 novembre 1915 à l'âge de 18 ans (couché à terre).

## Histoire
Le monument qui commémore ces résistants s'insère dans les nombreux monuments commémoratifs lillois relatifs à la guerre de 1914-1918 : le monument aux Morts, le monument au Pigeon Voyageur, les statues de Louise de Bettignies et Léon Trulin, le monument aux Dix-huit Ponts… La ville de Lille avait, en effet, été particulièrement marquée par le premier conflit mondial, occupée durant quatre ans et partiellement détruite par les combats et l'explosion du dépôt de munition des dix-huit ponts.
Chacun des cinq résistants a donné son nom à une rue de Lille : Eugène Jacquet dès 1921 et les quatre autres George Maertens, Ernest Deconninck, Sylvère Verhulst et Léon Trulin en 1924.
Le monument, œuvre du sculpteur Félix-Alexandre Desruelles, est inauguré le 31 mars 1929. Il faisait initialement partie d'un projet non retenu de Monuments aux Morts, mais son érection comme monument à part entière a été décidée dès 1924 et commandée en 1926. La représentation des personnages (notamment Jacquet et Trulin) fait l'objet de multiples discussions avec les proches des disparus.
Détruit à coups de pioche ou dynamité par les Allemands le 25 août 1940 lors de la seconde occupation de Lille, il est reconstruit à l'identique (aux moustaches près) par la veuve du sculpteur, Germaine Oury-Desruelles, pour être réinstallé en 1960 au bout du boulevard de la Liberté (square Daubenton).

### Statue de Léon Trulin par le même sculpteur
Félix-Alexandre Desruelles est également l'auteur d'une statue de Léon Trulin où ce dernier apparaît debout, dos au mur, les poings serrés et le regard résolu. À ses pieds, une épitaphe explicite les circonstances et l'attitude : « ...et je saurai mourir courageusement... » Cette statue, qui domine la tombe du jeune résistant au cimetière de l'Est, est inaugurée le 29 octobre 1933. Elle fait singulièrement penser au monument des Fusillés lillois, avec lequel elle semble dialoguer et qu'elle complète en nous montrant celui qui était à terre et dont on ne pouvait pas voir le visage.

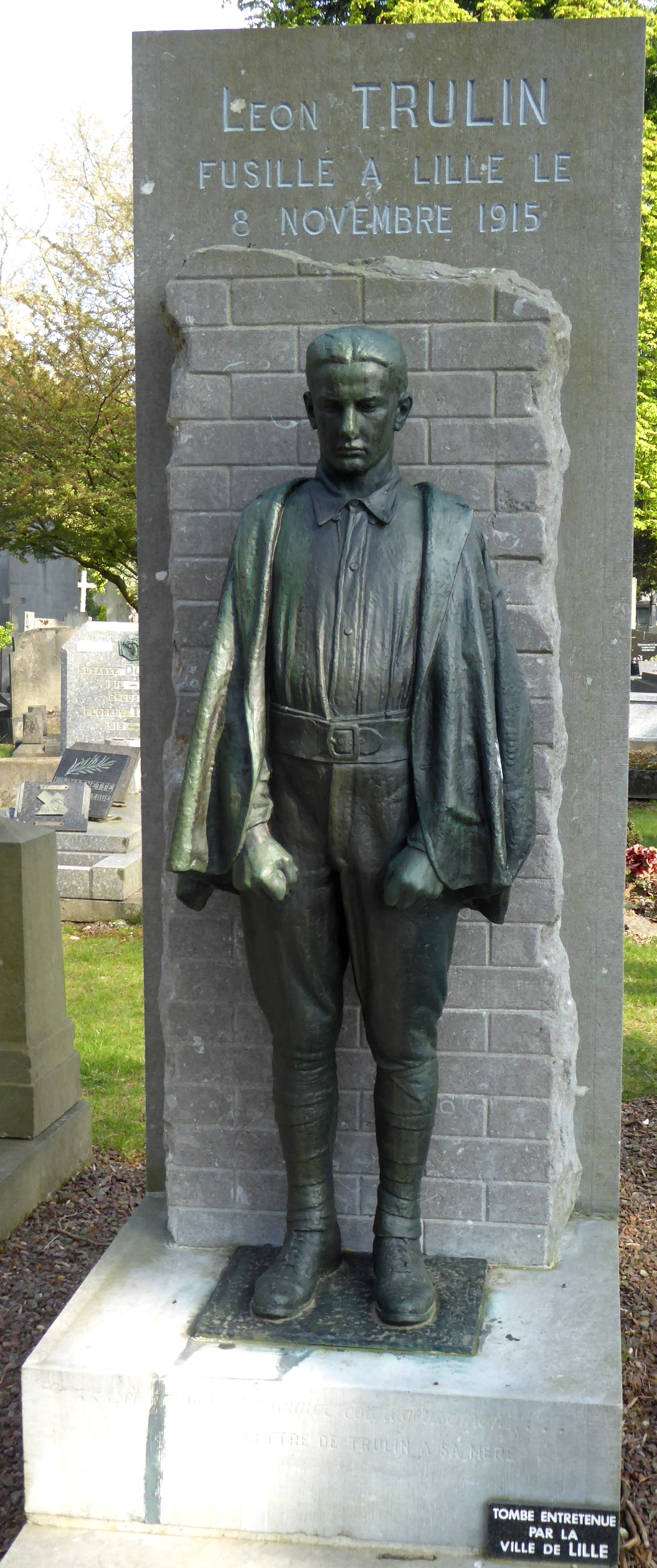
Tombe de Léon Trulin au cimetière de l'Est

#### Bases de données et dictionnaires
- Ressource relative aux beaux-arts :   - À nos grands hommes